# Victor-Kliff
Das Victor-Kliff ist ein steil abfallendes und 2,5 km langes Kliff im westantarktischen Marie-Byrd-Land. In den Horlick Mountains bildet es die südwestliche Schulter der Long Hills.
Der United States Geological Survey kartierte es anhand eigener Vermessungen und Luftaufnahmen der United States Navy aus den Jahren von 1958 bis 1960. Das Advisory Committee on Antarctic Names benannte es 1962 nach Lawrence J. Victor (* 1936), Polarlichtforscher auf der Byrd-Station im Jahr 1961.